# ワジ (ザヴィエルチェ郡)
ワジ（Łazy [ˈwazɨ] ( 音声ファイル)）は、ポーランド、シロンスク県、ザヴィエルチェ郡にある、2019年の統計で人口6,811人の町。